# Domagoj Ivan Milošević
Domagoj Ivan Milošević (ur. 5 stycznia 1970 w Zagrzebiu) – chorwacki polityk i przedsiębiorca, poseł do Zgromadzenia Chorwackiego, w latach 2010–2011 wicepremier.

## Życiorys
Ukończył w 1996 studia medyczne na Uniwersytecie w Zagrzebiu, uzyskał w 2004 dyplom MBA. W latach 90. prowadził własną działalność gospodarczą. Później związany z przedsiębiorstwem Pastor TVA d.d., od 2003 jako prezes zarządu. W 2008 powołany w skład rządowej rady gospodarczej, a w 2009 na przewodniczącego rady nadzorczej organizacji pracodawców.
Od 29 grudnia 2010 do 23 grudnia 2011 sprawował urząd wicepremiera w rządzie Jadranki Kosor. Dołączył w międzyczasie do Chorwackiej Wspólnoty Demokratycznej. W wyborach w 2011 uzyskał z ramienia HDZ mandat poselski. W 2015 i 2016 z powodzeniem ubiegał się o poselską reelekcję. W 2020 nie został ponownie wybrany, zasiadł jednak w parlamencie na początku kadencji w miejsce jednego z członków rządu. W czerwcu 2021 zrezygnował z mandatu.